# Eurytoma diopsisi
Eurytoma diopsisi är en stekelart som beskrevs av Jean Risbec 1956. Eurytoma diopsisi ingår i släktet Eurytoma och familjen kragglanssteklar. Inga underarter finns listade i Catalogue of Life.